# 班杰明·威尔斯·牛顿
班杰明·威尔斯·牛顿（英語：Benjamin Wills Newton，1807年12月12日—1899年9月26日）是一位英国福音布道家、圣经教师，是普利茅斯弟兄会有影响力的人物。起初他是约翰·纳尔逊·达秘亲密的朋友，但是后来因为教义问题发生冲突，导致弟兄会运动在1848年分裂为开放弟兄会和 闭关弟兄会。

## 早年
1807年12月12日，班杰明·威尔斯·牛顿出生在英格兰西南部德文郡港口城市普利茅斯附近达文波特（Davenport）的一个貴格會家庭。在他出生之前父亲就已去世。牛顿没有兄弟姐妹。1824年，他进入牛津大学艾克塞特学院（Exeter College）。1828年他获得了一级榮譽学位，成为学院的一名研究员。

## 普利茅斯弟兄会聚会的兴起
牛顿在牛津放弃了贵格会信仰，加入了圣公会。1830年5月，通过朋友法兰西斯·纽曼的介绍，他结识了约翰·纳尔逊·达秘。班杰明·威尔斯·牛顿和他的朋友法兰西斯·纽曼、魏格潤（George Vicesimus Wigram）在牛津对圣公会展开批评，特别是对其隶属于国家，以及神职人员的任命。1831年12月，魏格潤脱离圣公会，购买了德文郡普利茅斯罗利街（Raleigh Street）的普罗维登斯礼拜堂（Providence Chapel）。他们有擘饼、祷告，赞美和交通几种聚会，向所有教派的基督徒开放。1832年1月，当时还是圣公会神职人员的牛顿和达秘，也来到这个聚会中与魏格潤进行交流。到1832年3月，牛顿也脱离圣公会，加入这个新聚会，并与当地女孩 Hannah Abbott结婚。他们在当地被称为“普罗维登斯的人”（Providence People），增长很快，后来被称为“来自普利茅斯的弟兄们”（The Brethren from Plymouth）和“普利茅斯弟兄们”（the Plymouth Brethren）。大约在1832年，达秘也离开了爱尔兰圣公会。
在1832年，普利茅斯聚会的主要特点包括：
- 否定圣品人制度，而采纳所有信徒皆为祭司的教义
- 长老团 - 长老们没有任何报酬。牛顿很快成为了一位长老，而以担任学校教师为生
- 每周交通
- 脱离宗派

普利茅斯聚会与爱尔兰都柏林的一个聚会很相似，那个聚会是在1827年由安东尼·葛若弗斯、达秘和其他寻求回到新约原则的基督徒所建立。和都柏林聚会一样，普利茅斯聚会也反对教派，向所有基督信徒开放，后来要求其成员断绝与任何宗派的关系。普利茅斯聚会在1832年开始界定成员资格。转移到教派的立场，受到安东尼·葛若弗斯的质疑，例如他在1835年写给达秘的信。

## 与约翰·纳尔逊·达秘的关系
约翰·纳尔逊·达秘是早期弟兄会运动的主力。牛顿将其视为自己的导师，而达秘认为牛顿是自己值得骄傲的学生。正是牛顿在1831年邀请达秘首次访问普利茅斯聚会，因此普利茅斯聚会 模仿了都柏林聚会。达秘渴望福音化整个欧洲，在欧洲各地教导。他任命牛顿为普利茅斯聚会的首席长老。虽然他们在许多问题上意见一致，例如都拒绝爱德华·欧文（Edward Irving）的五旬节运动教义，但是到1834年，他们之间的关系还是出现了裂痕。
1834年，围绕他们的朋友法兰西斯·纽曼，发生了一次争议。纽曼开始持有关于基督神性的异端观点。达秘将纽曼逐出教会，但是牛顿允许纽曼保持与普利茅斯聚会的交通，希望纽曼能够被恢复。在1835年，眼见达秘日益独断专行，牛顿遂辞去首席长老一职，他认为长老不应由人的权威选出，如普利茅斯的情况那样。虽然他不再是首席长老，但是在普利茅斯聚会的影响力继续增长。
在1830年代，围绕对圣经中对未来事件的预言，出现了一次更大的争议。虽然两人都是千禧年前论者，但是牛顿认为教会要经过大灾难，而达秘先前也相信灾后被提论，开始改为相信灾前被提论。牛顿对于时代论也有自己不同的观点，认为目前的时代由三个并行的部分组成，犹太人和基督徒都终止于基督再临，而外邦人终止于 敌基督出现之前。 牛顿特别批评达秘的这一观点：马太福音24章中的未来事件主要是涉及犹太人，那时教会已经隐秘被提，说“秘密被提已经够糟了，但是这个[达秘同样新奇的观点是：马太福音是基于犹太立场而不是教会立场]更糟。”
牛顿解释《帖撒罗尼迦前书》第4章第16节和《帖撒罗尼迦后书》第2章第1-4节，以此作为灾后非秘密被提的证明。他认为达秘的时代论和灾前被提的教导是“投机废话的高度”（the height of speculative nonsense）。 与达秘不同，他认为教会是由犹太人（包括旧约时代的圣徒）和外邦人所组成，他们已经在基督里成为一，而达秘的意见更为逻辑化，暗示了两种独特和不同的拯救方法。
从1835年到1845年，达秘大部分时间在欧洲大陆。在这期间，普利茅斯聚会的人数增长到超过1000人，聚会的情形被誉为“地上的天国”。1840年，他们在Ebrington街修建了一座更大的礼拜堂，用作主要的崇拜仪式，而普罗维登斯礼拜堂用于规模较小的聚会，例如福音聚会。
1843年，达秘曾短暂地访问普利茅斯，与牛顿的紧张关系加剧。达秘对这个聚会的情形感到惊愕：当他不在时，他被视为从全体信徒的祭司职分转移为建立正式的神职制度。牛顿的著作《思想启示录》（Thoughts on the Apocalypse）于1842年出版，引发了对于未来事件的教义争论，在第二年，收到达秘490页的敌意的评论。
1845年3月，由于革命威胁到日内瓦，达秘逃离瑞士，直接前往普利茅斯，进行“弟兄会精神之战”（battle for the soul of Brethrenism）。起初是言辞之争，随后发展到发布小册子。这次战斗不再是关于末世论，而是关于全体信徒的祭司职分与聚会领袖的角色。达秘这时发展了反对正式设立长老的激烈观点。争议还涉及到，牛顿认为，每个聚会都是独立和自治的，而达秘认为，这些聚会是相互关连的一个宇宙身体的组成部分。达秘和牛顿两人都很强势，这加剧了局势的不妥协的性质。这一争端变得个人化，最后发展到达秘退出与普利茅斯聚会的交通，并公开指责牛顿欺骗和不诚实。这个针对牛顿的指控受到Ebrington街聚会的长老们的调查，并被驳回。
虽然大部分普利茅斯聚会的信徒在这一阶段支持牛顿，达秘还是在争议中获得了一些支持，特别是来自魏格潤的支持，当时他住在伦敦，早先曾经资助购买罗利街和。Ebrington街的产业。1845年12月，魏格潤写信给普利茅斯的长老们，正式退出与Ebrington街聚会的交通，并撤销对罗利街会堂的贷款。罗利街会堂归达秘及其支持者使用，导致当地出现两个对立的弟兄会聚会。两个聚会都继续这场争论，并试图向如雨后春笋在全英国设立的其他兄弟会解释自己的立场。1846年，牛顿到伦敦一带举行非公开聚会，回应达秘对他的指控，由魏格潤带领的伦敦 Rawthorne 街弟兄会，要求牛顿参加他们的聚会，以便再次对其进行指控。牛顿得到Ebrington街聚会的支持，拒绝了他们参加聚会的要求，随后被Rawthorne街聚会宣布革除（excommunicated）。
1847年，达秘派发现，牛顿在1835年发表的一篇文章，教导了关于基督位格的异端教训。这篇文章是为反驳爱德华·欧文关于基督位格的异端教训而写。牛顿认为，基督虽然完美，但是在受难日之前所受的苦难，并不是为了其他人所受，而是因为他的关联，通过他的母亲关联到亚当及其后裔，尤其是背叛的以色列民族。因此，根据牛顿的说法，基督遭受饥饿和痛苦，有一个会死的身体。达秘及其支持者抓住机会，谴责牛顿为异端。虽然牛顿道歉，并收回他的“亚当的错误”，并收回关于基督受苦的观点，Ebrington 街聚会的一些长老开始对他失去信心。达秘对此并不满意，据说由于牛顿显示出缺乏悔意，或者如亨利·葛若弗斯，安东尼·葛若弗斯的儿子，另一位杰出的弟兄会领袖所说，达秘是“弯曲的裁决”，希望摆脱他的对手。达秘在这个问题上的坚持，以及牛顿拒绝进行还击而是“把另一边脸转过去”，导致达秘成功地获取了先前支持牛顿的长老们的支持，使牛顿陷于孤立。1847年12月7日，牛顿永久地离开了弟兄会运动，前往伦敦，在那里设立了一个独立的聚会。
这一争执最终导致了1848年普利茅斯弟兄会的分裂。当时布里斯托尔的弟兄会聚会伯赛大会所（Bethesda chapel）的领袖之一乔治·慕勒，允许来自Ebrington街聚会的访问者，参加布里斯托尔聚会的交通，却对达秘要求所有聚会谴责牛顿异端的最后通牒反应迟缓。达秘做出了反应，革除了所有在伯赛大会所交通者。那些支持达秘行动的聚会称为闭关弟兄会，而那些支持乔治慕勒和伯赛大会所的聚会，随后也被革除，称为开放弟兄会。
具有讽刺意味的，在1858年，达秘也被指控持有类似牛顿关于基督的苦难的异端。

## 后期
牛顿在1849年与玛丽亚·霍金斯结婚，他的第一任妻子在1846年去世。1855年，他唯一的孩子在5岁时离世。
此后50年中，他仍然是一个活跃的基督徒教师和作家。
在离开普利茅斯弟兄会以后，他在伦敦贝斯沃特（Bayswater）建立了一个独立礼拜堂。
后来他住在肯特郡的Orpingon，以及怀特岛的纽波特。他在滕布里奇韦尔斯生活3年之后去世。
虽然牛顿被达秘派称为作恶者和假教师，但是其他人认为牛顿是“19世纪的约翰·加尔文 ”，认为如果按照他的教导，而不是达秘的时代论——在大灾难之前的任何时候，主秘密回来，提接圣徒到天上，7年后再与教会一起公开回来，开始1000年的统治，弟兄运动可以做的更好。
在达秘派不懈地攻击他的时期里，他的朋友和支持者包括塞缪尔·普里多·特里格利斯（Samuel Prideaux Tregelles）、乔治·慕勒和查尔斯·司布真。
作为一个作家，牛顿创作了200多部出版的著作。他的伟大的礼物是对圣经的解释，特别是关于尚未应验的预言。

## 乔治·慕勒与牛顿
布里斯托尔的乔治·慕勒写道：“我认为牛顿先生的作品是最合理、最属灵的，我的妻子和我习惯于阅读这些作品，不仅让人产生极大的兴趣，而且对我们的心灵带来极大的益处。他的书当然是最有价值的，因为这些作品发扬我主耶稣基督的人位和工作到极点。如果有人真的想知道牛顿先生的意见，就让他认真仔细地阅读他的一些主要著作，例如《通过交换的拯救：赎罪及其结果：福音真理》（Salvation by Substitution; Atonement and its Result; Gospel Truths），从中他将清楚地看到，牛顿先生不仅在信仰上非常扎实，而且他的教导具有最宝贵的品质 ... 我认为牛顿先生是19世纪宗教题材最准确的作家。”

## 著作
- Gospel Truths, 1885
- Thoughts on the Apocalypse, 1842
- Occasional papers on scriptural subjects, 1866
- Doctrines of Popery, 1867
- Prospects of the ten Kingdoms of the Roman Empire considered : being the third series of aids to prophetic inquiry, 1873
- Aids to prophetic inquiry, 1881
- Thoughts on parts of the Songs of Solomon, 1906
- Books and leaflets available from Sovereign Grace Advent Testimony （页面存档备份，存于）
- Christendom, Its Course and Doom, 1876
- Events To Precede the return of our Lord
- The Day of the Lord in Zechariah Chapter 14
- The Millennium: Distinctions which make Difficulties Disappear
- Patmos Series
- Narratives From The Old Testament, 1886
- Thoughts on Scriptural Subjects, 1871
- Thoughts on parts of Leviticus, 2nd Edition 1857
- The Perfect Sacrifice by B.W. Newton, Publisher: University of Michigan Library, 2006 ISBN 1425514332
- B.W.Newton on Ministry and Order in the Church of Christ, Pearl Publications, 1997 ISBN 1901397009

### 引用
1. ↑   (PDF).   [2009-12-06]. （原始内容存档 (PDF)于2020-05-16）.
2. ↑  .   [2009-12-06]. （原始内容存档于2007-10-09）.
3. ↑   (PDF).   [2009-07-28]. （原始内容 (PDF)存档于2011-10-04）.
4. ↑  F. Roy Coad's Prophetic Developments, p. 29
5. ↑  .   [2009-03-04]. （原始内容存档于2011-10-01）.
6. ↑  .   [2009-12-06]. （原始内容存档于2005-02-16）.
7. ↑  page 41 of "The Blessed Hope" by George Eldon Ladd
8. ↑  .   [2008-04-03]. （原始内容存档于2012-02-07）.
9. ↑  .   [2009-12-06]. （原始内容存档于2020-11-12）.
10. ↑  .   [2009-12-06]. （原始内容存档于2007-08-13）.
11. ↑   (PDF).   [2009-12-06]. （原始内容存档 (PDF)于2020-10-23）.
12. ↑  Doctrines of the Church in Newman Street Considered - Article written by Newton refuting Irvings teachings on Christ 的存檔，存档日期2006-05-24.
13. 1 2   (PDF).   [2009-12-06]. （原始内容存档 (PDF)于2020-08-07）.
14. ↑  Mr. Grant on the Darby Brethren 的存檔，存档日期2013-06-24.
15. ↑  Mr Newton and the Brethren 的存檔，存档日期2010-06-26.
16. ↑  "Teachers of the Faith and the Future : B.W.Newton and Dr. S.P. Tregelles"，23页，1969年第2版，George Fromow.

### 书籍
- George H. Fromow: B. W. Newton and Dr. S. P. Tregelles: teachers of the faith and the future. The life and works of B. W. Newton and Dr. S. P. Tregelles. London: Sovereign Grace Advent Testimony o. J.
- Jonathan D. Burnham: A Story of Conflict. The Controversial Relationship between Benjamin Wills Newton and John Nelson Darby. Foreword by Grayson Carter. Studies in Evangelical History and Thought. Milton Keynes: Paternoster 2004.

## 研究书目
- Newton's Statement of belief
- A Retrospect of Events that have taken place amongst the Brethren, 1848 （页面存档备份，存于）
- Biographical History of B.W. Newton from Manchester University Library[永久]
- Jonathan D. Burnham: "A Story of Conflict. The Controversial Relationship between Benjamin Wills Newton and John Nelson Darby." Foreword by Grayson Carter. Studies in Evangelical History and Thought. Milton Keynes: Paternoster 2004
- "Teachers of the Faith and the Future : B.W.Newton and Dr. S.P. Tregelles", 2nd Edition 1969 by George Fromow
- "Benjamin Wills Newton - Maligned But Magnificent : A Centenary Tribute" by Ian Paisley. Publisher Sovereign Grace Advent Testimony, 1999